# Tyczyn
Tyczyn – miasto w województwie podkarpackim, w powiecie rzeszowskim, graniczące bezpośrednio z Rzeszowem. Siedziba gminy miejsko-wiejskiej Tyczyn.
Prywatne miasto szlacheckie lokowane w 1368 roku położone było w XVI wieku w województwie ruskim. W latach 1920–1945 miasto administracyjnie należało do woj. lwowskiego, a w okresie 1945–1975 i 1975–1998 do woj. rzeszowskiego.
Przez miasto przepływa Strug, niewielka rzeka dorzecza Sanu.
Według danych GUS z 31 grudnia 2024 r. miasto liczyło 4627 mieszkańców, będąc 33. najludniejszym miastem w województwie.
Miasto zabudowane jest głównie na terenie zwartym, szeregowym budownictwem mieszkaniowym, znajduje się w nim kilka niskich bloków.
Dodatkowo można wyróżnić następujące części miasta: Księży Lasek, Lasek, Łany, Łany Tyczyńskie, Mokra Strona, Potoki, Pułanek, Tyczyńskie Potoki, Zagrody.

## Historia
Pierwsze dokumenty dotyczące osadnictwa na tym terenie pochodzą już z 1340. Tyczyn założony został na prawie magdeburskim na mocy dokumentu króla Kazimierza Wielkiego, wystawionego w Niepołomicach 14 marca 1368 i spisanego przez podkanclerzego Janka z Czarnkowa. Król zezwolił Bartoldowi Tycznerowi na lokację nowego miasta w ziemi sanockiej w lasach królewskich nad rzeką Białą (obecnie Strug), w pobliżu wsi o tej samej nazwie celem „powiększenia pożytków króla”. Pod lokację miasta Kazimierz przeznaczył znaczny obszar, bo 112 łanów frankońskich, czyli 2464–2912 ha. Zamysłem króla mogło być utworzenie ośrodka, który przejąłby rolę przekazanego w ręce prywatne Rzeszowa, ale już w 1369 miasto wykupił za 500 grzywien Otto z Pilczy, potwierdzony jako właściciel w 1395. W 1404 król Władysław Jagiełło przejął na drodze sądowej „miasto Tyczyn z przyległymi do niego wsiami i całym okręgiem Zalesie w ziemi sanockiej” (opidum Tyczin cum villis ad ipsum spectantibus et toto districtu Zalesse in territorio Sanocensi) z rąk Jadwigi Melsztyńskiej i jej córki, a swej późniejszej żony, Elżbiety z Pilczy, zwracając 500 grzywien rodzinie Ottona. Zapis ten wskazuje, że Tyczyn stając się ośrodkiem zespołu dóbr przejął rolę ruskiej wsi Zalesie jako dawniejszego centrum wołości o podobnym zasięgu. Wsie okręgu tyczyńskiego wylicza dokument z 1423, w którym Jagiełło nadał Tyczyn dożywotnio zięciowi i pasierbowi swej zmarłej już wówczas żony Elżbiety Granowskiej, mistrzowi husyckiemu Janowi z Jičína - składały się nań Biała, Borek, Budziwój, Chmielnik, Drabinianka, Lubenia, Lutoryż, Matysówka, Siedliska, Słocina, Straszydle, Zalesie i Zarzecze. W 1450 do okręgu tyczyńskiego należały także Nowy Borek, Błędowa i Brzezówka. W 1427–1428 starosta tyczyński Jerzy Beberstyn został skazany przed sądem sanockim z pozwu Piotra Lunaka Kmity z Sobnia za bezprawne zatrzymanie ludzi Kmity na gościńcu królewskim i odmowę ich wydania za poręką.
W drugiej połowie XV w. na skutek dążeń właścicieli Tyczyna miasto zmieniło przynależność administracyjną trafiając do ziemi przemyskiej województwa ruskiego. Zgodnie z królewskim zobowiązaniem z 1423 klucz tyczyński najpewniej powrócił po śmierci Jagiełły w 1434 do Pileckich jako spadkobierców królowej Elżbiety. Należał kolejno w latach 1450–1478 (być może już od 1434) do kasztelana krakowskiego Jana Pileckiego, syna Elżbiety Granowskiej i pasierba Jagiełły; w 1478–1496 do jego syna, wojewody ruskiego Jana; w 1496–1505 do synów wojewody ruskiego: Mikołaja, Stanisława i Jana; i w 1505–1527 do średniego z nich, starosty gródeckiego Stanisława, przy czym między 1519 a 1521 zarząd przejął czasowo starosta sanocki Stanisław Ocic Pilecki, kuzyn starosty gródeckiego (zm. 1523) . Pileccy jeszcze przed 1500 wykupili sołectwo tyczyńskie zgodnie z ówczesną praktyką szlachecką, usankcjonowaną przez statut warcki. Za starosty gródeckiego ruch egzekucyjny domagał się zwrotu dóbr tyczyńskich do skarbu królewskiego. Ok. 1585 Tyczyn przeszedł poprzez małżeństwo Anny Pileckiej do rodu Kostków. W październiku 1672 Tyczyn został "całkiem spalony" przez najazd tatarski w ramach wojny polsko-tureckiej. Zeznania na temat zniszczeń złożone w Przemyślu w 1673 wymieniają liczne gałęzie rzemiosła obecne w mieście.
Po pierwszym rozbiorze Polski Tyczyn znalazł się w zaborze austriackim. Początkowo należał do cyrkułu pilzneńskiego (z siedzibą w Rzeszowie), a od 1782 r. do cyrkułu rzeszowskiego. W wydanej po raz pierwszy w 1786 r. „Geografii (...) Galicyi i Lodomeryi” jej autor, hrabia Ewaryst Andrzej Kuropatnicki wspominał, iż W gruntach Tyczyna gipsu tu wiele dobywają.
Podczas okupacji hitlerowskiej, w grudniu 1941 roku Niemcy utworzyli getto dla żydowskich mieszkańców. Przebywało w nim około 1000 Żydów. W lipcu 1942 roku zostali wywiezieni do getta w Rzeszowie, a stamtąd do obozu zagłady w Bełżcu. 18 czerwca 1943 Gestapo wraz z wojskiem i żandarmerią niemiecką przeprowadziło pacyfikację miasta. Po przesłuchaniach Niemcy zamordowali kilka osób. Trzy ofiary zostały zidentyfikowane. 12 mieszkańców wywieziono do obozu w Pustkowiu. 26 lipca 1944 miała miejsce druga pacyfikacja miasta, w trakcie której śmierć poniosło 16 mieszkańców.

## Zabytki

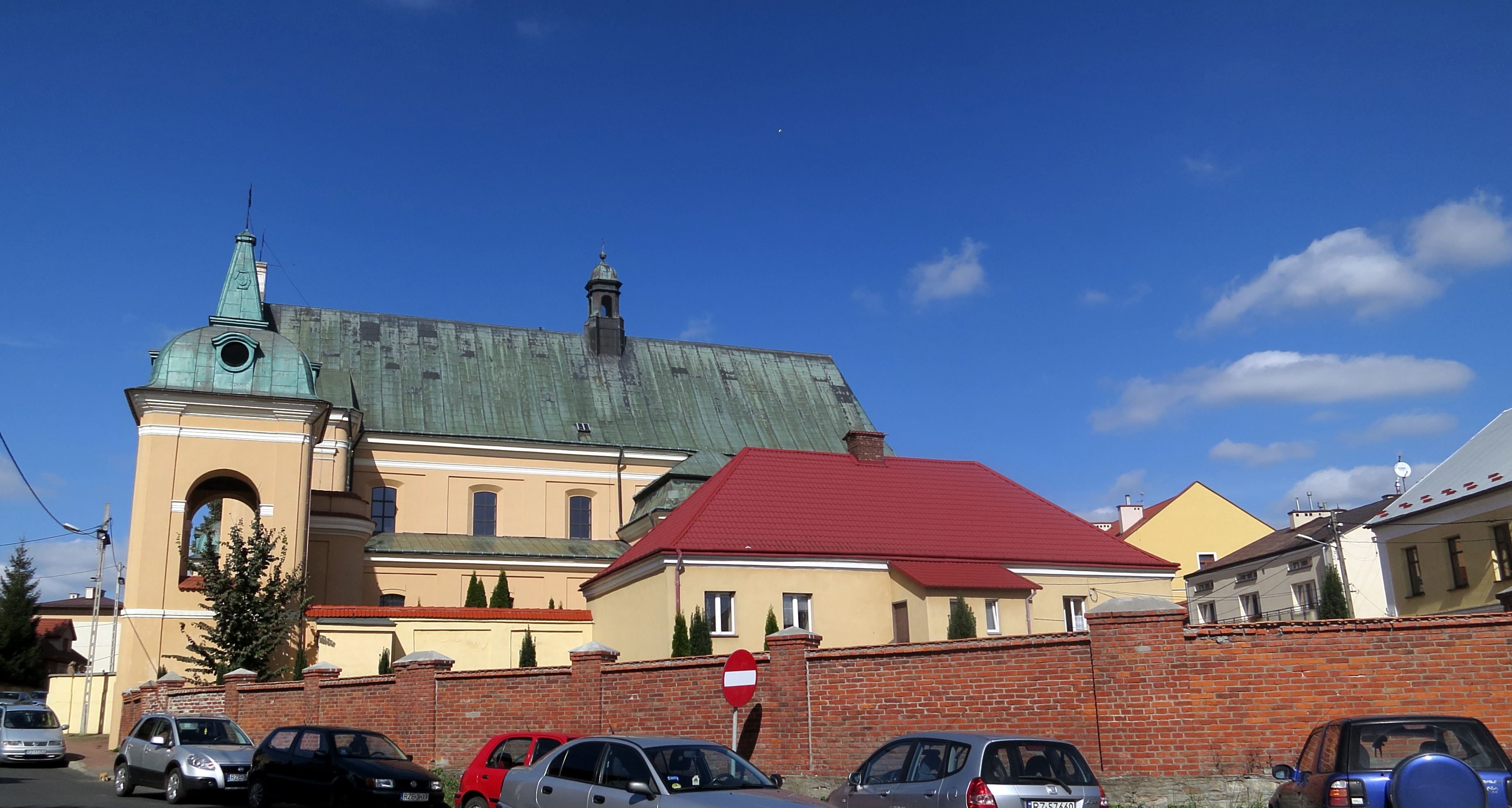
Kościół parafialny św. Katarzyny i Świętej Trójcy

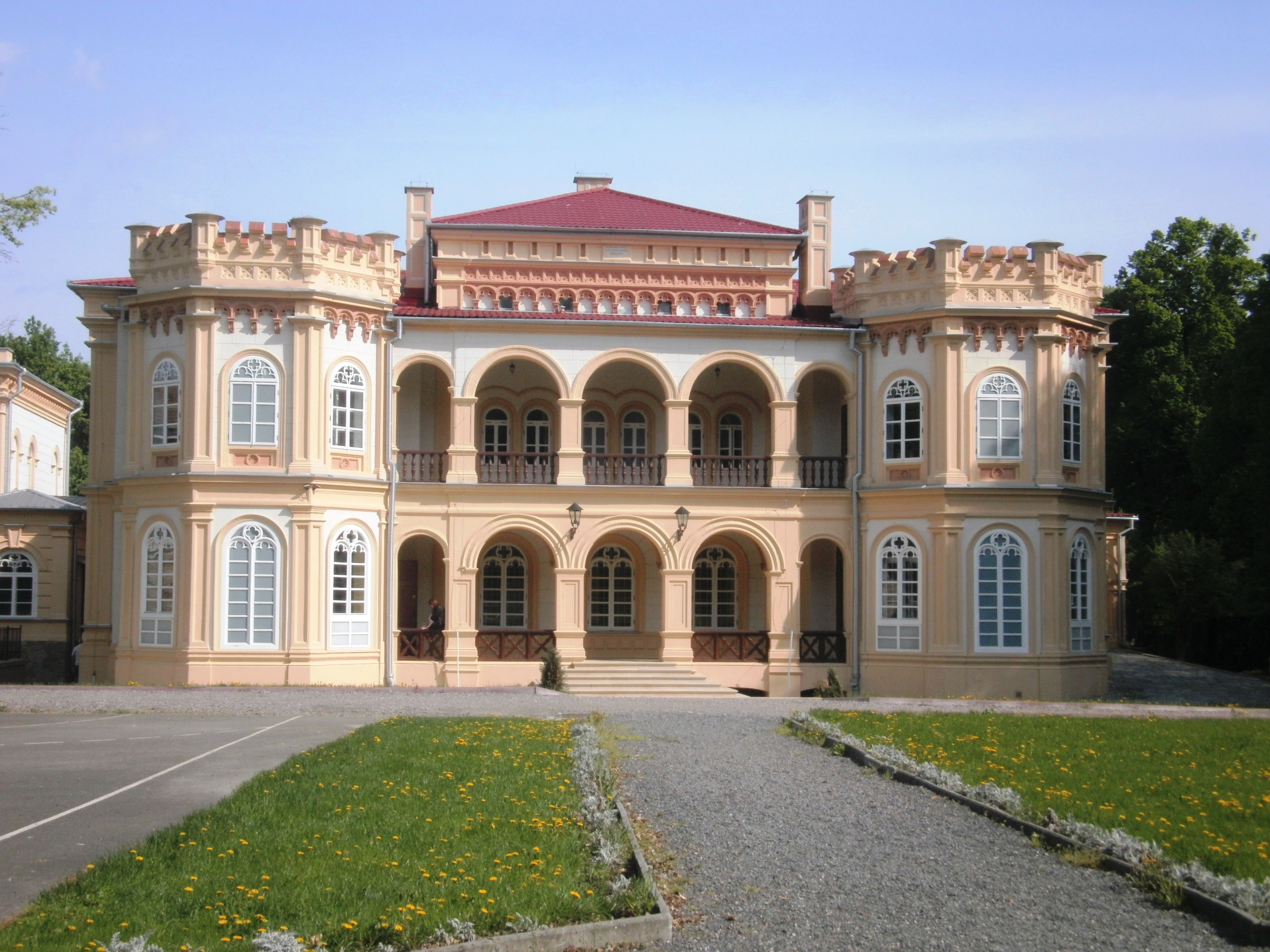
Pałac Wodzickich, siedziba Zespołu Szkół w Tyczynie (Liceum Ogólnokształcącego)

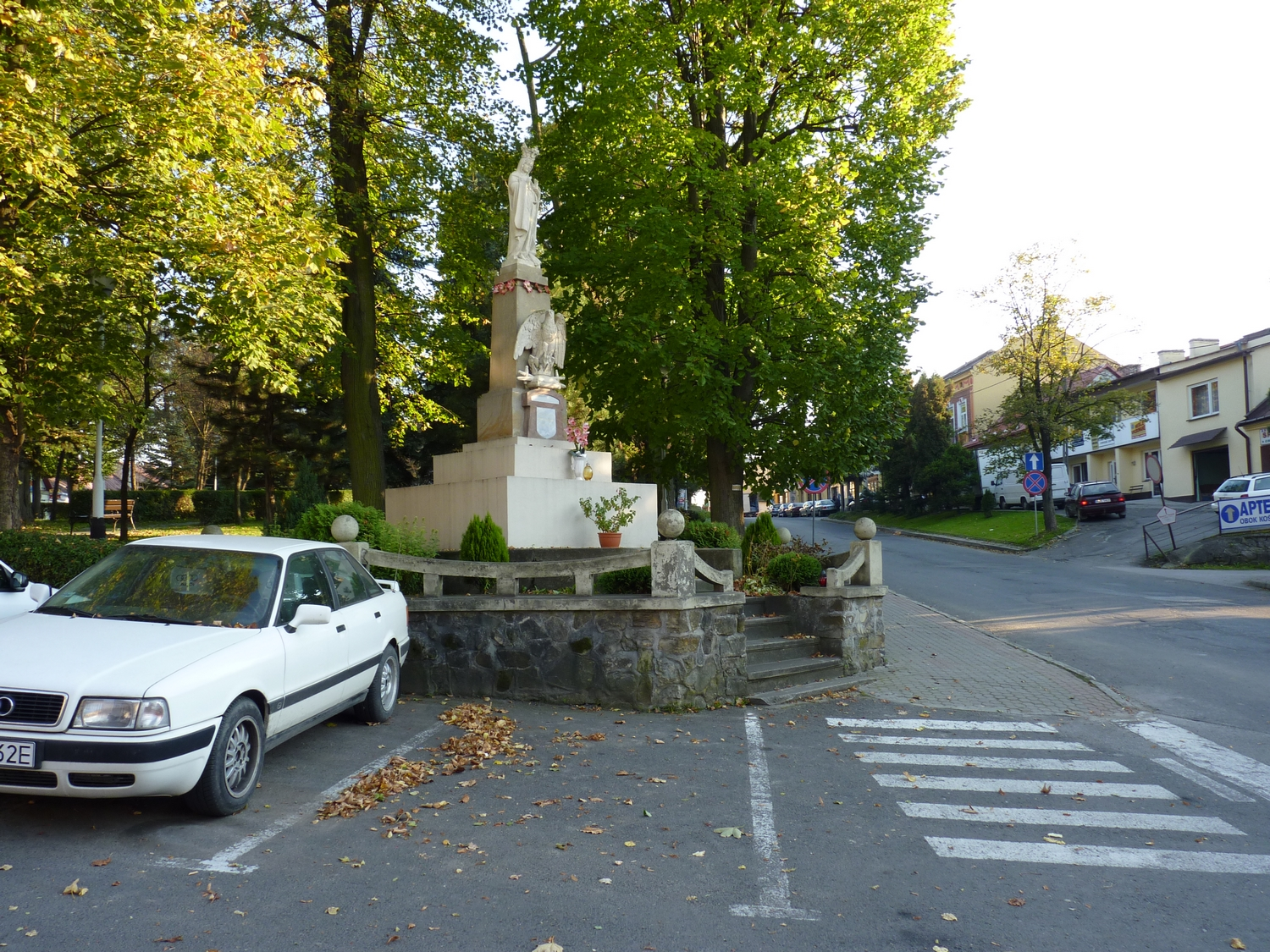
Pomnik Grunwaldu z figurą Matki Bożej ustawiony w 1910 r. w centrum Tyczyna

- Kościół św. Katarzyny i Świętej Trójcy – pierwszy kościół, murowany, został ufundowany przez kasztelana krakowskiego Jana Pileckiego w 1466[22] . W 1629 r. kościół spłonął wraz z miastem. W latach 1631–1638 został odbudowany przez Mikołaja Kostkę, który dobudował kaplicę św. Stanisława, w której został pochowany. W 1657 r. w czasie węgierskiego najazdu Jerzego Rakoczego, kościół został spalony. Od początku XVIII w. kościół był rozbudowywany, w szczególności przez Jana Klemensa Branickiego w latach 1720–1730 i 1759–1763. W 1727 r. do prezbiterium dobudowano kaplicę św. Trójcy (naprzeciw kaplicy św. Stanisława). W latach 1735–1745 wykonano nowy zespół sześciu murowanych ołtarzy ozdobionych gipsem i mozaikami. Trzy ołtarze – główny, św. Stanisława i św. Trójcy, wzorowane były na rzymskich wzorach, a wykonali je architekci – Jan Henryk Klemm i Gottfried Schulz. Dobudowano też dwie wieże według projektu Jana Henryka Klemma. Sztukaterie wykonał Gottfried Schulz, a freski malował Antoni Herliczka[23] . Z tego okresu pochodzi nowy budynek wikarówki, piętrowa plebania oraz nowe organy. W dniu 26 maja 1782 r. w uroczystość św. Trójcy nowy proboszcz ks. Antoni Betański konsekrował na nowo kościół, któremu nadano potrójne wezwanie: św. Trójcy, Wniebowzięcia Matki Bożej i św. Katarzyny. Kościół jest siedzibą parafii św. Katarzyny, należącej do dekanatu Tyczyn, diecezji rzeszowskiej.
- Pałac Wodzickich wraz z 11 hektarowym parkiem oraz budynki gospodarcze (II. poł. XIX / pocz. XX w.), w stylu historyzującym, eklektycznym. Obecnie w pałacu mieści się Liceum[24]
- Kapliczka św. Jana Nepomucena z końca XVIII w., przebudowana w XIX w.[25]
- Budynek Towarzystwa Gimnastycznego „Sokół”, budowany w latach 1875-1877.
- Budynek Sądu Grodzkiego z XIX w.[26]
- dom, ul. Kopernika 1 z drugiej połowy XIX w.[26]
- willa, ul. Kościuszki 25 z 1894 r.[26]
- dom, ul. Podwale 9, z ok. 1910 r.[26]
- kamienica z częścią oficyny, Rynek 4, z drugiej połowy XVIII, przebudowana w drugiej połowie XIX w.[26]
- dom, Rynek 23, z 1912 r.[26]
- kamienica, Rynek 24, z drugiej połowy XVIII w., przebudowana w drugiej połowie XIX w. oraz w 1926 r.[26]

## Demografia

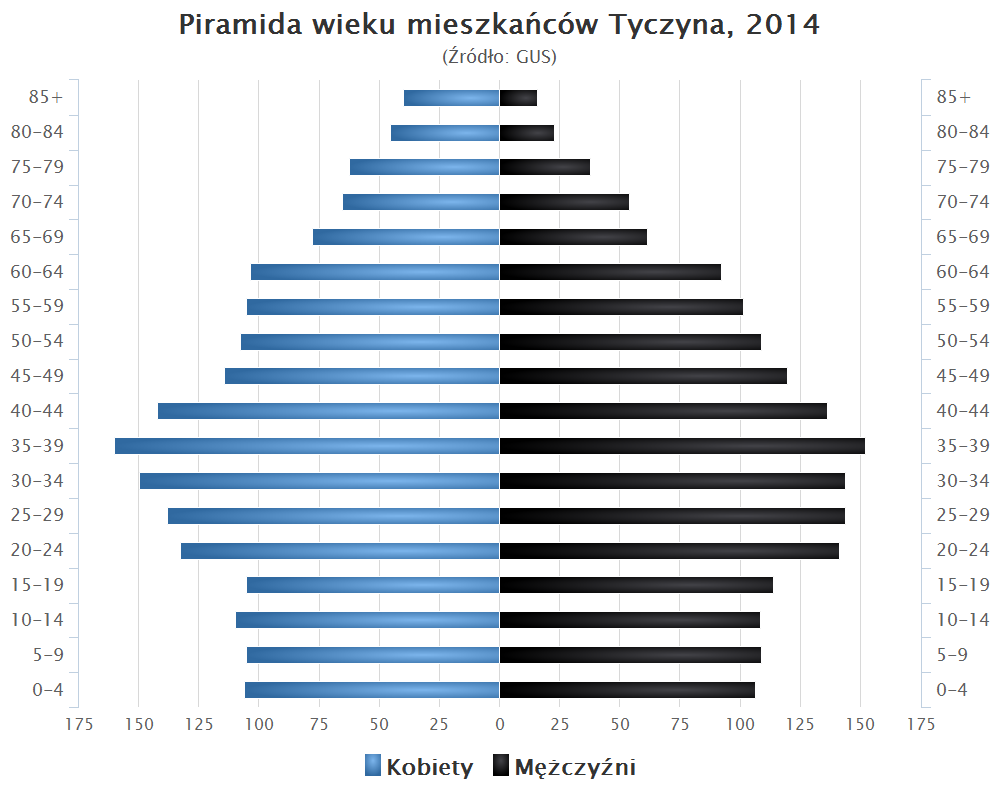
Piramida wieku mieszkańców Tyczyna w 2014 roku

## Wspólnoty wyznaniowe
- Kościół rzymskokatolicki – parafia św. Katarzyny w Tyczynie[28]
- Chrześcijańska Wspólnota Ewangeliczna – placówka misyjna w Tyczynie[29]

## Oświata
- Wyższa Szkoła Informatyki i Zarządzania w Rzeszowie, do której została włączona Wyższa Szkoła Społeczno-Gospodarcza w Tyczynie
- Zespół Szkół w Tyczynie im. Władysława Orkana
- Szkoła Podstawowa im. Stanisława Staszica w Tyczynie

## Sport
W mieście działa klub sportowy MKS „Strug” Tyczyn, rozgrywający mecze na stadionie miejskim. Największym sukcesem klubu jest zdobycie w sezonie 2002/2003 Pucharu Polski na szczeblu wojewódzkim. W mieście znajduje się hala sportowa.